# حقل غاز طبيعي
ينتج النفط والغاز الطبيعي بنفس العملية الجيولوجية وهي التحلل اللاهوائي للمادة العضوية تحت أعماق غائرة من سطح الأرض. لذلك فغالبا ما يتواجد النفط والغاز الطبيعي معا. ويشار إلى الآبار الغنية بالنفط بحقول النفط وتلك الغنية بالغاز بحقول الغاز الطبيعي.
عادة، يتكون النفط من الرواسب المدفونة على أعماق تتراوح بين 1000 و6000 م (درجات حرارة تتراوح ما بين 60 و150 °م)، أما الغاز الطبيعي فيتكون على أعماق أكبر ودرجات حرارة أكبر. وكلما زاد العمق كلما خلا الغاز من من السوائل. ولكون النفط والغاز الطبيعي أخف من الماء فإنهما يطفوان فوق الماء ويستمران بالارتفاع حتى يصلا السطح أو يصطدما بحاجز غير نافذ من الصخور. ويمكن استخراج النفط والغاز من الأعماق بالحفر.
تشترك إيران وقطر بأكبر حقل غاز طبيعي في العالم وهو حقل عسلوية. أما ثاني أكبر حقل في العالم فهو حقل نوفي أرنغوي في روسيا.

## حقول الغاز البحرية

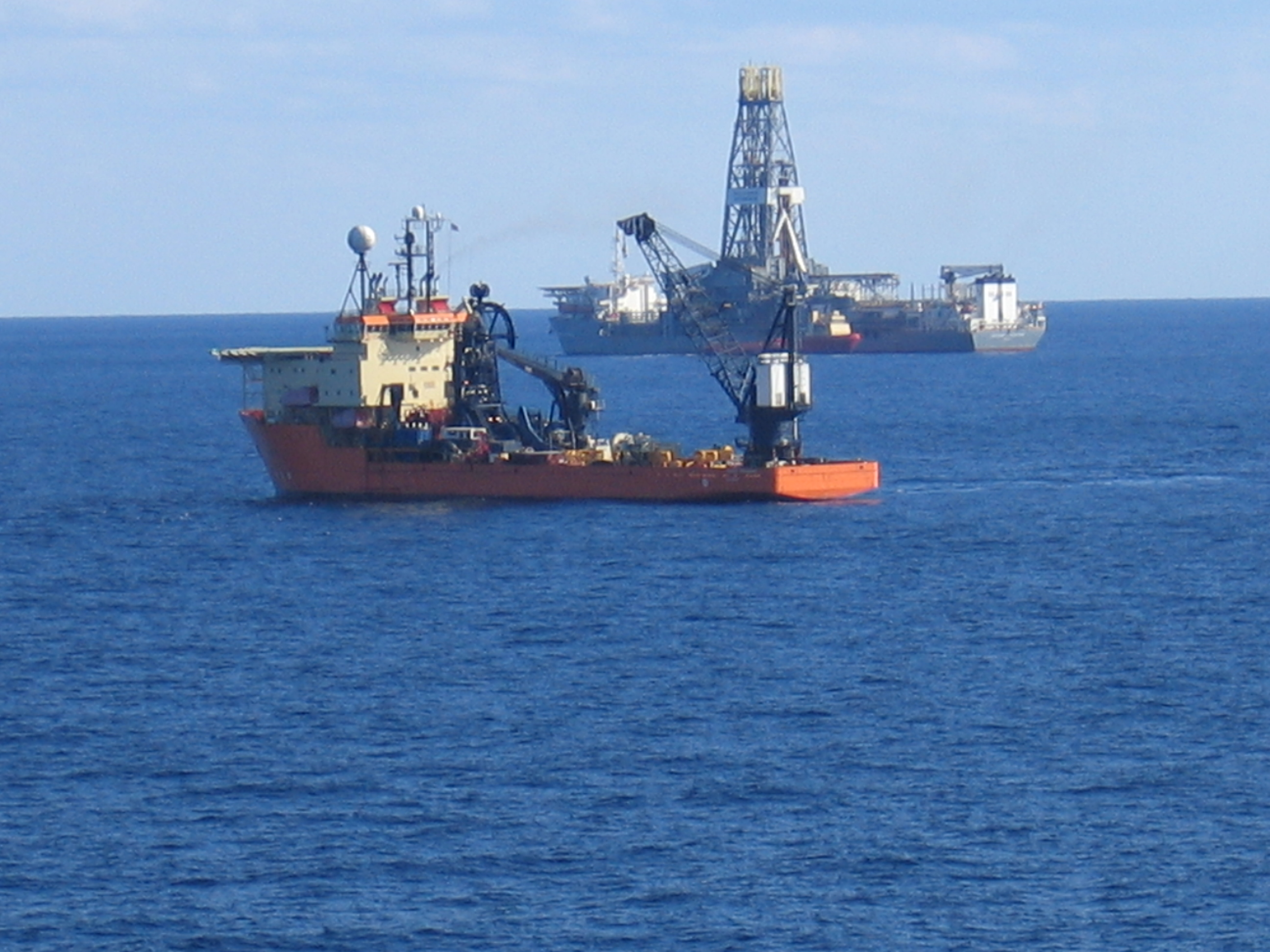
الحفارة "ديسكفرر إنتربرايز" (Discoverer Enterprise) في الخلفية وهي تعمل أثناء المرحلة الاستكشافية في حقل بحري جديد. تظهر في المقدمة مركبة الدعم البحرية "تويسا برسيوس" (Toisa Perseus).

كما هو الحال مع النفط، تقع أغلب حقول الغاز تحت الماء كما هو الحال مع حقل عسلوية في الخليج العربي وحقول بحر الشمال. يتطلب استخراج ونقل الغاز من الآبار البحرية تقنيات مختلفة عن تلك المستخدمة في الآبار البرية، حيث يستخدم في الحالة الأولى حفارات أكبر وبعدد أقل لغلاء وصعوبة العمل في البحار.
شجع ارتفاع أسعار الغاز الحفارين لإعادة النظر في حقول كانت تعبتر قبل ذلك غير مجدية اقتصادية. فعلى سبيل المثال، قامت شركة مكموران للتنقيب بحفر بئر يقارب عمقه 10 كم في خليج المكسيك (وهو أعمق بئر في تاريخ استخراج الغاز). أم شركة إكسون موبل فقد بلغ نقب عن الغاز على أعماق تتجاوز 9 كم من دون العثور عليه، مما أدى إلى التخليج عن الموقع.